# 別拉耶湖 (米亞德利)

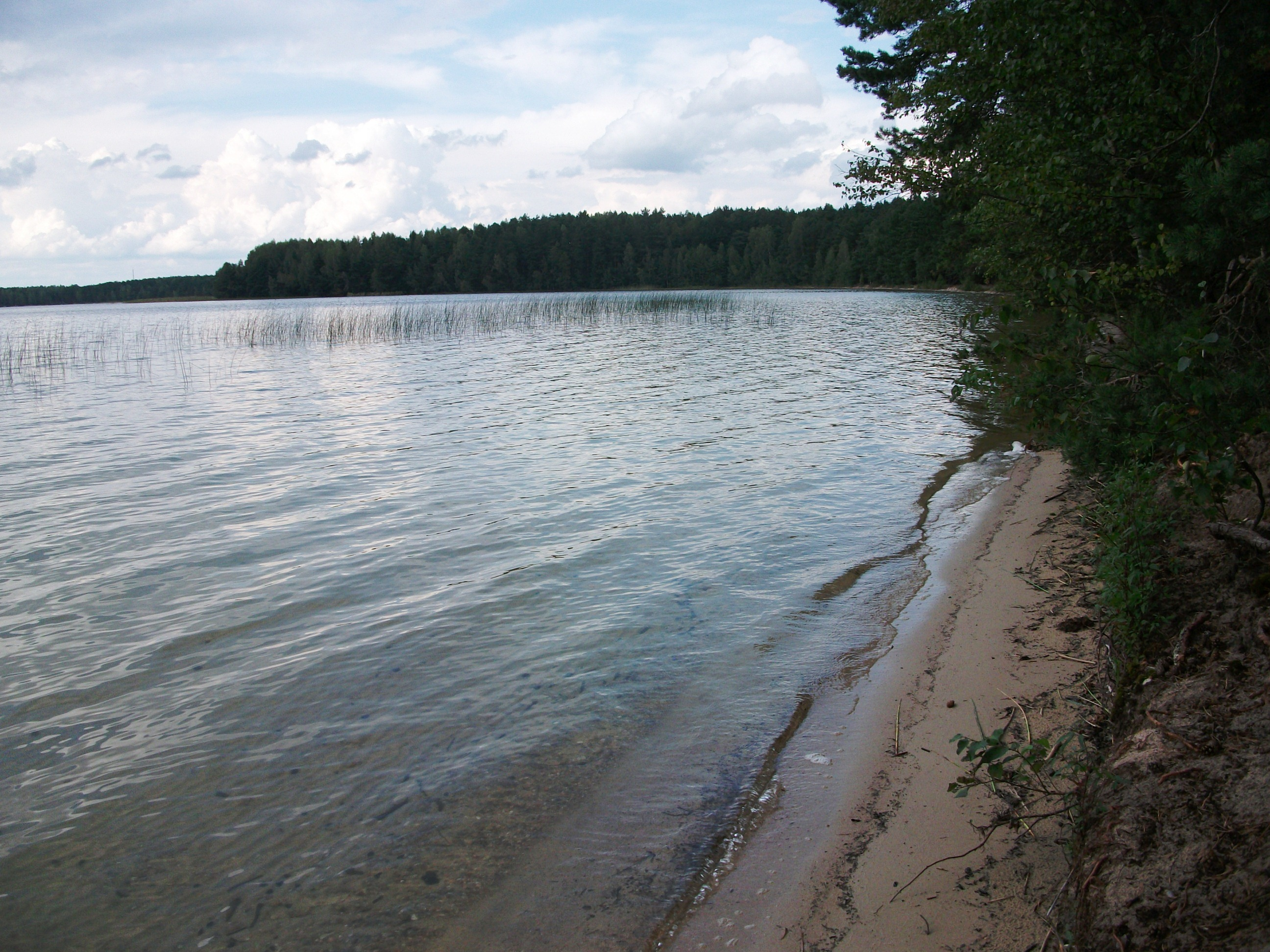
別拉耶湖（米亞德利）

別拉耶湖（白俄羅斯語：Белае（Мядзельскі））是白俄羅斯的湖泊，位於米亞德利西南6公里，由明斯克州負責管轄，長2.25公里、寬1.44公里，面積1.95平方公里，集水區面積4.72平方公里，湖岸線長度6公里，最大水深8.1米。